# Нуар
Нуа́р (фр. film noir «чёрный фильм») — кинематографический термин, применяемый к голливудским криминальным драмам 1940-х — 1950-х годов, в которых запечатлена атмосфера пессимизма, недоверия, разочарования и цинизма, характерная для американского общества во время Второй мировой войны и в первые годы холодной войны.
Эпоха классического нуара заключена между фильмами «Мальтийский сокол» (1941) и «Печать зла» (1958). На создании нуаров специализировались режиссёры Рауль Уолш, Джон Хьюстон, Роберт Сьодмак, Отто Премингер и Фриц Ланг; свой вклад в развитие жанра внесли такие крупные мастера, как Стенли Кубрик, Орсон Уэллс, Билли Уайлдер, Николас Рэй и Альфред Хичкок. Эталонные образы частных детективов и негодяев в фильмах этого направления создали Хамфри Богарт, Дэна Эндрюс, Берт Ланкастер и Орсон Уэллс. «Роковых женщин» в нуарах играли почти все голливудские кинодивы того времени, в частности Рита Хейворт, Ингрид Бергман, Джоан Кроуфорд, Лорен Бэколл, Барбара Стэнвик, Ава Гарднер и Джин Тирни.
В сценарном плане нуар отталкивался от американской школы «крутого детектива» (англ. hard-boiled fiction), а в отношении кинематографии многие приёмы были позаимствованы из арсенала немецкого экспрессионизма («М», а особенно «Ярость» и «Жизнь даётся один раз» Фрица Ланга). Помимо самого Ланга, многие мастера нуара (Премингер, Сьодмак, Уайлдер) прошли закалку в немецком кинематографе довоенного времени. Не исключено также влияние и французского поэтического реализма конца 1930-х годов («Пепе ле Моко»). Фильмы нуар снимались и за пределами США — в Великобритании, во Франции и в Японии.

## Терминология и определения
Термин «чёрный фильм», или «фильм-нуар», впервые употребил в 1946 году французский критик Нино Франк для обозначения стиля, получившего популярность в американском кино в середине 1940-х годов. Для него характерны криминальный сюжет, мрачная атмосфера циничного фатализма и пессимизма, стирание грани между героем и антигероем, относительная реалистичность действия и тёмное освещение сцен, как правило ночных. Женщины обычно выступают как лживые персонажи, которым нельзя доверять; с другой стороны, именно они мотивируют главных героев мужского пола.
Единого общепринятого определения феномена «нуар» в киноведении не существует. Часто его определяют как особый жанр киноискусства или субжанр драмы (Джеймс Дэмико, Фостер Хирш). Вместе с тем ряд критиков возражает против этого, отмечая, что фильмы-нуар — это явление внежанровое (Стивен Нил, Пол Шрейдер, Джон Белтон), среди них можно найти не только детективы и криминальные драмы, но и вестерны, и даже комедии. Широкий обзор различных точек зрения на этот вопрос сделан Джоном Белтоном в статье «Рыцари доро́ги фильмов-нуар» для журнала «Брайт Лайтс Филм» (англ. Bright Lights Film).
В зависимости от выбранной дефиниции к нуару относят проблемные, с жанровой точки зрения, фильмы — это триллеры в стиле Хичкока (от «Ребекки» до «Ночи охотника» Чарльза Лоутона), достаточно лёгкие, не лишённые оптимизма романтические ленты на военно-шпионские темы (как, например, знаменитая «Касабланка», «Иметь и не иметь» Г. Хоукса, «Дурная слава» Хичкока), а также остросюжетные триллеры, действие которых происходит в викторианскую эпоху («Газовый свет» Дж. Кьюкора, «Подозреваемый» и «Винтовая лестница» Р. Сьодмака).

## Художественные особенности
Сюжетную линию «чёрных фильмов» отличает запутанность. Как отмечал Жорж Садуль, фабула фильма-нуар «липкая, как кошмар или речь пьяницы». Эта сюжетная неопределённость порождает у зрителя смутную тревогу:

Частный детектив соглашается выполнить очень неопределённую миссию: найти женщину, остановить шантаж, удалить кого-либо, и тут же трупы устилают его путь. За ним следят, его оглушают, его арестовывают. Стоит ему спросить о чём-то, как он оказывается связанный, окровавленный, в подвале. Люди, едва различимые в темноте, стреляют и убегают.
Обычно отмечают следующие элементы стиля «нуар»:
- Большинство сцен — ночные или намеренно затемнены; дневные сцены высококонтрастны.
- В кадре преобладают вертикальные и косые линии, свет падает через жалюзи наподобие тюремной решётки. Лица героев часто отражаются в зеркалах либо показаны через дымчатое стекло. Кадр из фильма «Двойная страховка» Билли Уайлдера
- Освещение не выделяет актёра среди обстановки, часто он вообще помещается в тень, что подчёркивает растворение персонажей в среде, в общей мрачной атмосфере[9].
- В традиции немецкого экспрессионизма изобилуют искажённые ракурсы: камера часто запечатлевает героев либо место действия широкоугольным объективом, с непривычно высокой либо низкой точки съёмки, «под голландским углом».
- «Чёрному фильму» ближе по духу методичное, размеренное нагнетание напряжения от диалога к диалогу (т. н. саспенс), а не суета, погони, потасовки (т. н. экшн).
- Естественная «среда обитания» не отягощённых моральными принципами героев — большой город-лабиринт в целом и его криминальная обочина в частности. Действие часто происходит в барах, мотелях, увеселительных заведениях, подпольных залах для азартных игр.
- Мотив воды: дождь, влажные поблёскивающие улицы, доки, причалы — частые детали в фильме-нуар.
- Сложная, запутанная хронология действия, создающая впечатление «потерянности во времени», дезориентации.

## Происхождение
Роберт Оттосон в предисловии к «Справочнику по американскому нуару, 1940–1950» указывает в числе факторов зарождения нового жанра влияние немецкого экспрессионизма, французского поэтического реализма, «крутых» детективных романов, возвращение послевоенного кинематографа в студийные экстерьеры ради экономии средств. Психологической подоплёкой служила депрессивная атмосфера Второй мировой войны, а затем сложности в приспособлении ветеранов войны к мирной жизни. Несколько позднее к этому присоединился интерес кинематографистов к Фрейду и психоанализу, а также уроки итальянского неореализма. Одним из самых важных влияний Оттосон считает появление картины Орсона Уэллса «Гражданин Кейн» (1940).
С нуаром перекликаются многие фильмы Альфреда Хичкока, хотя даже в 1940-е годы его творчество несводимо к этому направлению.

## Эволюция
Несмотря на узкие рамки нуаровой стилистики, «чёрный фильм» достаточно разнообразен в своих лучших образцах. Элементы нуара прослеживаются в гангстерском вестерне «Высокая Сьерра» с Хамфри Богартом в главной роли, вышедшем на экраны в январе 1941 г. Через несколько месяцев Богарт сыграл главную роль в первом «чистом» примере жанра — детективе Джона Хьюстона «Мальтийский сокол» (1941). Именно этот фильм ввёл в американское кино тип жёсткого, циничного героя и образ расчётливой, корыстной женщины, раз за разом предающей его. И то и другое резко контрастировало с жизнерадостными голливудскими героями довоенного времени.

Конвейерное производство нуаров начинается в 1944 году. Как раз в это время Американская киноакадемия признала за криминальной драмой законное место в голливудской иерархии жанров, наградив главными призами фильм Билли Уайлдера «Двойная страховка». (Фильм ужасов, например, не считался жанром серьёзным и не мог претендовать на «Оскары» в главных номинациях.) Уайлдер снял фильм «без всяких следов любви или жалости». Сюжет о женщине, обманывающей любовника, чтобы избавиться от богатого мужа, соединял героя и антигероя в одном лице и по сочетанию цинизма и пессимизма был для того времени беспрецедентным. 
Новая стилистика соответствовала настроениям времени: конец войны и возвращение солдат с фронта заставили американцев посмотреть в лицо реальности. «Чёрные фильмы» использовали, как правило, детективные сюжеты, заимствуя их у авторов «крутых» детективов — таких, как Р. Чандлер (серия фильмов о Филиппе Марлоу), Д. Хэммет («Стеклянный ключ»), Д. М. Кейн («Почтальон всегда звонит дважды»), К. Вулрич («Чёрный ангел»). В титрах классических нуаров можно увидеть имена и более интеллектуальных авторов — Э. Хемингуэя («Убийцы»), К. Одетса («Крайний срок — на рассвете»), Т. Уайлдера («Тень сомнения») и др.
Своеобразный вклад в эволюцию нуара внесли мелкие студии, которые специализировались на малобюджетных лентах категории «Б»: такие фильмы снимались ночью, при минимальном освещении и часто за пределами дорогостоящих студийных декораций. Наиболее успешно справлялись с ограничениями бюджета такие режиссёры, как Э. Г. Ульмер («Объезд», 1945) и Э. Дмитрык («Перекрёстный огонь», 1947). Их картины, так же как и работы Ж. Дассена, Г. Хэтэуэя и др., вывели Голливуд за пределы «гламурных» студийных декораций и приблизили фильмы к реальной жизни того времени (ср. неореализм).
С восстановлением послевоенной экономики к американцам начинает возвращаться уверенность в светлом будущем. По мере роста оптимистических настроений нуары вытесняются на обочину кинопроизводства. Начиная с 1948 года всё чаще появляются крупнобюджетные нуары в цвете, действие переносится далеко за город, подчас в жаркие страны («Леди из Шанхая», «Риф Ларго», «Ниагара»). Вместо тёмных, плохо освещённых подворотен экран всё чаще заливает солнечный свет; иногда для обозначения этой группы фильмов вместо «фильм-нуар» применяется контрастное наименование — «фильм-солей» (film soleil, «солнечный фильм»). После 1955 года интерес к нуару в Голливуде и других странах сходит на нет; в бокс-офисе его вытесняют такие жанры, как пеплум, романтическая комедия и мюзикл.
Мода на нуар возвращается в 1990-е годы, причём действие ряда новых нуаров помещено в классические для жанра послевоенные годы («Секреты Лос-Анджелеса», 1996), большая же часть «чёрных фильмов» построена на современном материале («Подозрительные лица», 1995). Едва ли не первым неонуаром принято считать «Китайский квартал» Романа Полански (1974). В современном кинематографе нуаровая стилистка растворена в различных дозах в фильмах самых разных жанров и направлений, включая вестерны («Старикам тут не место»), комедии («Фарго»), фантастические блокбастеры («Бегущий по лезвию», «Тёмный город»), экранизации комиксов (Город грехов 1 и 2) и даже авторское кино с налётом (вышедшие в 2000-е годы фильмы Д. Кроненберга, Р. Джонсона и Дэвида Линча).

## Фильмы нуар

### Классический голливудский нуар
Жирным выделены фильмы, признанные в США национальным достоянием

#### Ранний нуар
- август 1940 — «Незнакомец на третьем этаже» Бориса Ингстера (часто называется первым «истинным» фильмом-нуар)[11][12]
- ноябрь 1940 — «Письмо» Уильяма Уайлера
- январь 1941 — «Высокая Сьерра» Рауля Уолша
- октябрь 1941 — «Мальтийский сокол» Джона Хьюстона (эталон жанра)[3]
- ноябрь 1941 — «Ночной кошмар» Х. Брюса Хамберстоуна
- декабрь 1941 — «Жестокий Шанхай» Джозефа фон Штернберга
- май 1942 — «Оружие для найма» Фрэнка Таттла
- октябрь 1942 — «Стеклянный ключ» Стюарта Хейслера
- январь 1943 — «Тень сомнения» Альфреда Хичкока

#### Зрелый нуар
- январь 1944 — «Жилец» Джона Брама
- февраль 1944 — «Леди-призрак» Роберта Сиодмака
- июнь 1944 — «Рождественские каникулы» Р. Сиодмака
- август 1944 — «Когда незнакомцы женятся» Уильяма Касла
- сентябрь 1944 — «Двойная страховка»[3][13] Билли Уайлдера и «Странники в ночи» Энтони Манна
- октябрь 1944 — «Лора» Отто Премингера и «Министерство страха» Фрица Ланга
- ноябрь 1944 — «Женщина в окне» Ф. Ланга[3]
- декабрь 1944 — «Подозреваемый» Р. Сиодмака и «Убийство, моя милая»[3] Эдварда Дмитрыка
- март 1945 — «Странная иллюзия» Эдгара Г. Ульмера
- февраль 1945 — «Площадь похмелья» Дж. Брама
- август 1945 — «Странное дело дяди Гарри» Р. Сиодмака
- сентябрь 1945 — «Милдред Пирс» Майкла Кёртиса
- октябрь 1945 — «Заворожённый» А. Хичкока и «Падший ангел» О. Премингера
- ноябрь 1945 — «Потерянный уикэнд» Б. Уайлдера, «Объезд» Э. Г. Ульмера и «Меня зовут Джулия Росс» Джозефа Х. Льюиса
- декабрь 1945 — «Бог ей судья» Джона М. Стала, «Загнанный в угол» Э. Дмитрыка и «Улица греха» Ф. Ланга
- февраль 1946 — «Гильда» Чарльза Видора[3][14]
- апрель 1946 — «Синий георгин» Джорджа Маршалла и «Тёмный угол» Генри Хэтэуэя
- май 1946 — «Почтальон всегда звонит дважды»[3] Тэя Гарнетта и «Чужестранец» Орсона Уэллса
- июнь 1946 — «Где-то в ночи» Джозефа Л. Манкевича
- июль 1946 — «Странная любовь Марты Айверс» Льюиса Майлстоуна
- август 1946 — «Глубокий сон» Говарда Хоукса[3], «Дурная слава» А. Хичкока, «Убийцы» Р. Сиодмака[3] и «Чёрный ангел» Роя Уильяма Нила
- сентябрь 1946 — «Катастрофа» Ирвинга Рейса
- октябрь 1946 — «Тёмное зеркало» Р. Сиодмака
- ноябрь 1946 — «Погоня» Артура Рипли и «Подводное течение» Винсента Миннелли
- декабрь 1946 — «Медальон» Дж. Брама
- январь 1947 — «Леди в озере» Роберта Монтгомери и «Рассчитаемся после смерти» Джона Кромвелла
- март 1947 — «Бумеранг!» Элиа Казана, «Красный дом» Делмера Дэйвса и «Подставленный» Ричарда Уоллеса
- апрель 1947 — «Страх в ночи» Максвелла Шейна
- май 1947 — «Длинная ночь» Анатоля Литвака, «Отчаянный» Э. Манна, «Паутина» Майкла Гордона и «Рождённый убивать» Роберта Уайза
- июнь 1947 — «Грубая сила» Жюля Дассена и «Женщина на пляже» Жана Ренуара
- июль 1947 — «Мне не поверят» Ирвинга Пичела, «Одержимая» Кёртиса Бернхардта и «Перекрёстный огонь» Э. Дмитрыка
- август 1947 — «Поцелуй смерти» Г. Хэтэуэя и «Тело и душа» Роберта Россена
- сентябрь 1947 — «Подставили!» Э. Манна и «Чёрная полоса» Д. Дэйвса
- октябрь 1947 — «Аллея кошмаров» Эдмунда Гулдинга, «Вне подозрений» М. Кёртиса и «Розовая лошадь» Р. Монтгомери
- ноябрь 1947 — «Из прошлого» Жака Турнёра[15]
- декабрь 1947 — «Леди из Шанхая»[3] О. Уэллса, «Двойная жизнь» Джорджа Кьюкора и «Агенты казначейства» Э. Манна
- январь 1948 — «Тайна за дверью» Ф. Ланга и «Я всегда одинок» Байрона Хэскина
- февраль 1948 — «Звонить: Нортсайд 777» Г. Хэтэуэя
- апрель 1948 — «Безжалостный» Э. Г. Ульмера и «Большие часы» Джона Фэрроу
- май 1948 — «Обнажённый город» Ж. Дассена и «Грязная сделка» Э. Манна
- июль 1948 — «Ки-Ларго»[16] Дж. Хьюстона и «Улица без названия» Уильяма Кейли
- август 1948 — «Западня» Андре де Тота и «Бессмысленный триумф» Стива Секели
- сентябрь 1948 — «Извините, ошиблись номером» А. Литвака, «Плач большого города» Р. Сиодмака и «Придорожное заведение» Жана Негулеско
- октябрь 1948 — «Восход луны» Фрэнка Борзейги
- ноябрь 1948 — «Он бродил по ночам» Альфреда Л. Веркера
- декабрь 1948 — «Сила зла» Абрахама Полонски
- январь 1949 — «Акт насилия» Фреда Циннемана, «Крест-накрест» Р. Сиодмака и «Обвиняемая» Уильяма Дитерле
- февраль 1949 — «Пленница» Макса Офюльса
- март 1949 — «Подстава» Р. Уайза и «Удар» Артура Любина
- апрель 1949 — «Чемпион» Марка Робсона
- июль 1949 — «Дом незнакомцев» Дж. Л. Манкевича
- август 1949 — «Окно» Теда Тецлаффа и «Слишком поздно для слёз» Б. Хэскина
- сентябрь 1949 — «Белое каление» Р. Уолша
- октябрь 1949 — «Воровское шоссе» Ж. Дассена, «За лесом» Кинга Видора, «Инцидент на границе» Э. Манна и «Момент безрассудства» М. Офюльса
- ноябрь 1949 — «Водоворот» О. Премингера и «Они живут по ночам» Николаса Рэя

#### Поздний нуар
- январь 1950 — «Без ума от оружия» Дж. Льюиса и «Дело Тельмы Джордон» Р. Сиодмака
- апрель 1950 — «Мёртв по прибытии» Рудольфа Мате
- март 1950 — «Дом у реки» Ф. Ланга и «Переулок» Э. Манна
- май 1950 — «Асфальтовые джунгли» Дж. Хьюстона и «В укромном месте» Н. Рэя
- июнь 1950 — «Ограбление инкассаторской машины» Ричарда Флейшера, «Паника на улицах» Э. Казана и «Там, где кончается тротуар» О. Премингера
- июль 1950 — «Где живёт опасность» Дж. Фэрроу
- август 1950 — «Бульвар Сансет» Б. Уайлдера[16], «Леди без паспорта» Дж. Х. Льюиса и «Распрощайся с завтрашним днём» Гордона Дугласа
- сентябрь 1950 — «Оскорбление» Айды Лупино, «Переломный момент» М. Кёртиса и «Спящий город» Джорджа Шермана
- октябрь 1950 — «Тёмный город» У. Дитерле
- ноябрь 1950 — «Женщина в бегах» Нормана Фостера
- декабрь 1950 — «Звук ярости» Сая Эндфилда
- январь 1951 — «Насаждающий закон» Британи Уиндаста
- февраль 1951 — «Крик об опасности» Роберта Пэрриша
- май 1951 — «Вор» Джозефа Лоузи
- июнь 1951 — «Незнакомцы в поезде» А. Хичкока
- июль 1951 — «Туз в рукаве» Б. Уайлдера
- август 1951 — «Женщина его мечты» Дж. Фэрроу
- ноябрь 1951 — «Детективная история» У. Уайлера
- январь 1952 — «Скандальная хроника» Фила Карлсона
- февраль 1952 — «На опасной земле» Н. Рэя
- март 1952 — «Город в плену» Р. Уайза
- апрель 1952 — «Макао» Дж. фон Штернберга
- май 1952 — «Снайпер» Э. Дмитрыка и «Узкая грань» Р. Флейшера
- июнь 1952 — «Стычка в ночи» Ф. Ланга и «Афера на Тринидаде» В. Шермана
- август 1952 — «Внезапный страх» Дэвида Миллера
- ноябрь 1952 — «Тайны Канзас-сити» Ф. Карлсона
- январь 1953 — «Ниагара» Г. Хэтэуэя
- февраль 1953 — «Ангельское лицо» О. Премингера
- март 1953 — «Синяя гардения» Ф. Ланга
- апрель 1953 — «Попутчик» А. Лупино
- май 1953 — «Доля секунды» Дика Пауэлла
- июнь 1953 — «Происшествие на Саут-стрит» Сэмюэла Фуллера
- август 1953 — «Город, который никогда не спит» Джона Х. Ауэра
- октябрь 1953 — «Ривер-стрит, 99» Ф. Карлсона и «Сильная жара» Ф. Ланга
- январь 1954 — «Волна преступности» А. де Тота
- август 1954 — «Человеческое желание» Ф. Ланга
- февраль 1955 — «Большой ансамбль» Дж. Льюиса
- май 1955 — «Целуй меня насмерть» Роберта Олдрича[3][17]
- август 1955 — «История в Феникс-сити» Ф. Карлсона
- сентябрь 1955 — «Поцелуй убийцы» Стэнли Кубрика
- октябрь 1955 — «Часы отчаяния» У. Уайлера
- ноябрь 1955 — «Большой нож» Р. Олдрича
- февраль 1956 — «Оттенок алого» Аллана Двона и «План преступления» Марка Стивенса
- март 1956 — «Пожалуйста, убей меня» Питера Годфри
- май 1956 — «Пока город спит» Ф. Ланга, «Убийство» С. Кубрика и «Тем тяжелее падение» М. Робсона
- сентябрь 1956 — «За пределами разумного сомнения» Ф. Ланга
- декабрь 1956 — «Не тот человек» А. Хичкока
- январь 1957 — «Сумерки» Ж. Турнёра
- июнь 1957 — «Взломщик» Пола Уэндкоса и «Сладкий запах успеха» Александра Маккендрика
- май 1958 — «Головокружение» А. Хичкока и «Печать зла» О. Уэллса
- июнь 1958 — «Линейка» Дона Сигела
- октябрь 1958 — «Девушка с вечеринки» Н. Рэя
- декабрь 1958 — «Убийство по контракту» Ирвинга Лернера
- октябрь 1959 — «Ставки на завтра» Р. Уайза и «Кровавое кимоно» С. Фуллера

### Фильмы других стран, снятые в нуаровой стилистике
Жирным выделены фильмы, снятые с участием американцев и часто относимые к классическому нуару
- «Пепе ле Моко» Жюльена Дювивье (1936)[18]
- «Одержимость» Лукино Висконти (1943)
- «Ворон» Анри-Жоржа Клузо (1943)
- «Выбывший из игры» Кэрола Рида (1947)
- «Третий человек» Кэрола Рида (1949)
- «Бездомный пёс» Акиры Куросавы (1949)
- «Ночь и город» Жюля Дассена (1950)
- «Потерянный» Петера Лорре (1951)
- «Не тронь добычу» Жака Беккера (1954)
- «Мужские разборки» Жюля Дассена (1955)
- «Боб — прожигатель жизни» Жана-Пьера Мельвиля (1955)
- «Дьяволицы» Анри-Жоржа Клузо (1954)
- «Лифт на эшафот» Луи Маля (1957)
- «Пепел и алмаз» Анджей Вайда (1958)
- «Загнанный волк» Ясудзо Масумуры (1960)[19]
- «На ярком солнце» Рене Клемана (1960)[20]
- «Стреляйте в пианиста» Франсуа Трюффо (1960)

### Пародии на нуар и подражания нуар-стилистике
Следующие фильмы и сериалы целиком построены на пародировании стилистики фильмов-нуар либо содержат эпизоды, отчетливо пародирующие штампы такого рода фильмов:
- «Театральный фургон» Винсента Миннелли
- «Мёртвые пледов не носят» Карла Райнера
- «Голый пистолет» Дэвида Цукера
- «Гудзонский ястреб» Майкла Леманна
- «Кто подставил кролика Роджера?» Роберта Земекиса[21]
- «Поцелуй навылет» Шейна Блэка[22]